# Lodewijk II van Chiny
Lodewijk II van Chiny (overleden rond 1066) was van 1025 tot aan zijn dood graaf van Chiny. Hij behoorde tot het karolingische huis der Herbertijnen.

## Levensloop
Lodewijk II was de zoon van graaf Lodewijk I van Chiny uit diens huwelijk met ene Adelheid, wier afkomst niet overgeleverd is. Na de dood van zijn vader in 1025 werd hij graaf van Chiny. Hoewel Lodewijk ongeveer 40 jaar regeerde, is er over zijn regering zo goed als niets geweten.
Lodewijk hield volgens de legende vaak jachtpartijen in zijn enorme wildpark. In dit park werd een kluizenarij gesticht en werd een bron met heilig water gevonden, waarna Lodewijk er een heiligdom met helende krachten liet bouwen. Het heiligdom werd door vele pelgrims bezocht, die er genade kwamen afsmeken aan de heilige Theobaldus van Provins. In de jaren 1070 stichtten monniken van Calabrië nabij het heiligdom de Abdij Notre-Dame d'Orval, op uitnodiging van zijn zoon Arnold I.
Na de dood van Lodewijk rond 1066 werd zijn zoon Arnold graaf van Chiny.

## Huwelijk en nakomelingen
Lodewijk II was gehuwd met Sophia, mogelijk een dochter van graaf Frederik van Verdun. Ze kregen minstens twee kinderen:
- Arnold I (overleden in 1106), graaf van Chiny
- Manasses (overleden in 1068), monnik in het klooster van Saint-Hubert